# الطراق
الطراق مجموعة من الرياض والقيعان ممتدة من الشرق الجنوبي إلى الغرب الشمالي يحيط بها من الشرق جال مستطيل وكان بها عدد من القلبان (آبار مياه) موارد للبادية.
- في عام 1385هـ تقريباً استوطن بها عدد من (الفرده) من قبيلة حرب بعضهم استوطن من البادية وبعضهم خرجوا من القوارة وإنشاءوا بها أحياء سكنية من بيوت الطين واشتغلوا بالزراعة لتتحول هذه الرياض والقيعان إلى مزارع وبساتين من النخيل.
- في عام 1398هـ تقريباً انتقل أهاليها من مساكن الطين إلى مساكن البلك الشعبية ومن ثم انتقلوا إلى المساكن البلك المسلحة.
- يوجد بمركز الطراق عدد (2) مخطط سكني معتمدة بلدياً، المخطط الأول تم البناء به وهو مكتمل جزئي من ناحية السفلته والإنارة، أما الأخرى جديد لم يتم البناء به سوء مبنيين حكوميين لمدارستي المتوسطة والثانوية للبنين ولم ينتهي منهما بعد.

## التباعية
يتبع مركز الطراق إدارياً لمحافظة عيون الجواء.
- يتبع مركز الطراق خدمياً لبلدية القوارة.

## الطراقوالتعليم
- في عام 1391هـ تم افتتاح مدرسة ابتدائية للبنين (مدرسة سليمان بن عبد الملك).
- في عام 1402هـ تم افتتاح مدرسة ابتدائية للبنات (مدرسة الطراق الابتدائية الأولى).
- في عام 1408هـ تم افتتاح مدرسة متوسطة للبنين (مدرسة متوسط الطراق والمخرم).
- في عام 1413هـ تم افتتاح مدرسة متوسطة للبنات (مدرسة الطراق المتوسطة الأولى).
- في عام 1416هـ تم افتتاح مدرسة ثانوية للبنين (مدرسة ثانوية الطراق والمخرم).
- في عام 1417هـ تم افتتاح مدرسة ثانوية للبنات (مدرسة الطراق الثانوية الأولى).

جميع المدارس تتبع مركز الأشراف التربوي بمحافظة عيون الجواء.

## المسافة بين الطراقوبريدةوعيون الجواء
- يبعد مركز الطراق عن مدينة بريدة بحوالي (64) كلم، ويبعد عن محافظة عيون الجواء (45) كلم باتجاه الشمال الغربي.

## ارتباط الطراق بالطريق السريع
- يرتبط مركز الطراق بالطريق السريع للقصيم - حائل بعدد (2) كوبري في طور الإنشاء.
1- كوبري عند نقطة 45 كلم من بريدة على بعد (27) كلم عن مركز الطراق مع امتداد الطريق المسفلت القديم.
2- كوبري عند نقطة 60 كلم من بريدة على بعد (4) كلم عن مركز الطراق مع طريق تم إنشاءه حديثاً.